# Matthias Wiegand
Matthias Wiegand (Plauen, 22 aprile 1954) è un ex pistard tedesco.

## Palmarès

### Olimpiadi
- 1 medaglia[1]:
  - 1 argento (Mosca 1980 nell'inseguimento a squadre)

### Mondiali
- 2 medaglie[1]:
  - 2 ori (San Cristóbal 1977 nell'inseguimento a squadre; Monaco di Baviera 1978 nell'inseguimento a squadre)